# Comus (Band)
Comus ist eine britische Psychedelic-Folk/Progressive-Rock-Band, die 1969 gegründet wurde.

## Geschichte
Roger Wooton und Glen Goring lernten sich 1967 im Alter von 17 Jahren am Ravensbourne College of Art im London Borough of Bromley kennen. Bei Auftritten in kleineren Clubs machten sie die Bekanntschaft David Bowies, der sie für regelmäßige Auftritte in einem alternativen Kulturzentrum in Beckenham buchte.
In Ravensbourne stieß schließlich Kommilitone Colin Pearson zur Band, und Chris Youle, ihr späterer Manager, schlug den Bandnamen in Anlehnung an John Miltons Maskenspiel Comus beziehungsweise die mythologische Gestalt Komos vor. Wooton begann Songs für ein erstes Album zu schreiben und die Band wurde nach und nach mit Andy Hellaby, Bobbie Watson und Michael Bammi Rose vervollständigt. Letzterer verließ die Band jedoch bald wieder und wurde durch Rob Young ersetzt.
Im Jahr 1970, nach einem Auftritt als Vorband für David Bowie, erhielt Comus einen Vertrag mit Pye Records. Das erste Album, First Utterance, wurde 1971 veröffentlicht. Obwohl Comus wegen ihrer Live-Qualitäten mittlerweile zu einiger Bekanntheit gelangt waren, wurde First Utterance kein Erfolg. Young verließ infolgedessen die Band und wurde durch Lindsay Cooper ersetzt. Doch nachdem sich auch der Manager Youle von Comus trennte, löste sich die Band 1972 auf. Zwei Jahre später kamen Wooton, Hellaby, Watson und Cooper nochmals für kurze Zeit zusammen, um mit Philip Barry, Gordon Caxon, Didier Malherbe, Keith Hale und Tim Kraemer das zweite Album, To Keep from Crying, aufzunehmen. Da auch dieses der Band keinen Erfolg bescherte, löste sie sich wieder auf.
In den Jahren 1995 und 2005 wurden die Aufnahmen von Comus wiederveröffentlicht und im Jahr 2008 schließlich die Band wiedergegründet. Die Besetzung entsprach fast der des Debütalbums, lediglich Rob Young wurde durch Jon Seagroatt ersetzt. Im März desselben Jahres traten sie beim schwedischen Melloboat Festival auf, der Mitschnitt wurde auf DVD und CD veröffentlicht. Im Jahr 2012 veröffentlichte Comus mit Out of the Coma das dritte Studioalbum.

## Diskografie
- 1971: First Utterance
- 1974: To Keep from Crying
- 2005: Song to Comus (Wiederveröffentlichung der ersten beiden Alben)
- 2009: Live at Melloboat 2008 (DVD)
- 2010: The Forum (Split-EP mit Rameses III und Simon Finn)
- 2011: East of Sweden (Live)
- 2012: Out of the Coma
- 2013: Live in Japan 2012